# Западно Повардарје (1906—1907)

## Извештај за Западно Повардарје (октобар 1906-март 1907)
23. марта 1907. Глигор Соколовић, који је обављао дужност шефа Горског штаба и његов заменик Јован Бабунски, поднели су председнику Централног одбора краћи извештај, којим је обухваћен период од 30. октобра 1906. (датум доласка на терен) до 23. марта 1907. У том периоду српске чете су имале пет борби, три са Турцима и две са бугарским четама. Све борбе су завршене победом српских четника. У њима је убијено 30 турских војника, 20 комита и заробљено 14 Бугара са оружјем.

## Освојена села
У српску организацију је преведено 13, до тада бугарских села, из Велешке казе (Мартолце, Стари Град, Ново Село, Крива Круша, Поменово, Смиловце и Владиловце), из Прилепске казе (Степанце, Никодим, Крстец, Долнени, Дабјани и Кошино). 
Бугари су после пораза код Владиловца знатно ослабили али су турске потере знатно учестале. Због тога траже да им се упути једна чета од 25-30 људи са војводом Душаном. Од Срба из Србије хтели су да дође капетан Рајковић. Због оскудице са муницијом тражили су хитну доставку. Војвода такође није био задовољан због завађања одбора (Скопски, Извршни) тако да обућу и одев набављају сами, а новац који не добијају редно зајме од сеоских каса.